# Alabes occidentalis
Alabes occidentalis är en fiskart som beskrevs av Lee Milo Hutchins och Morrison 2004. Alabes occidentalis ingår i släktet Alabes och familjen dubbelsugarfiskar. Inga underarter finns listade i Catalogue of Life.